# Veles (zeu)

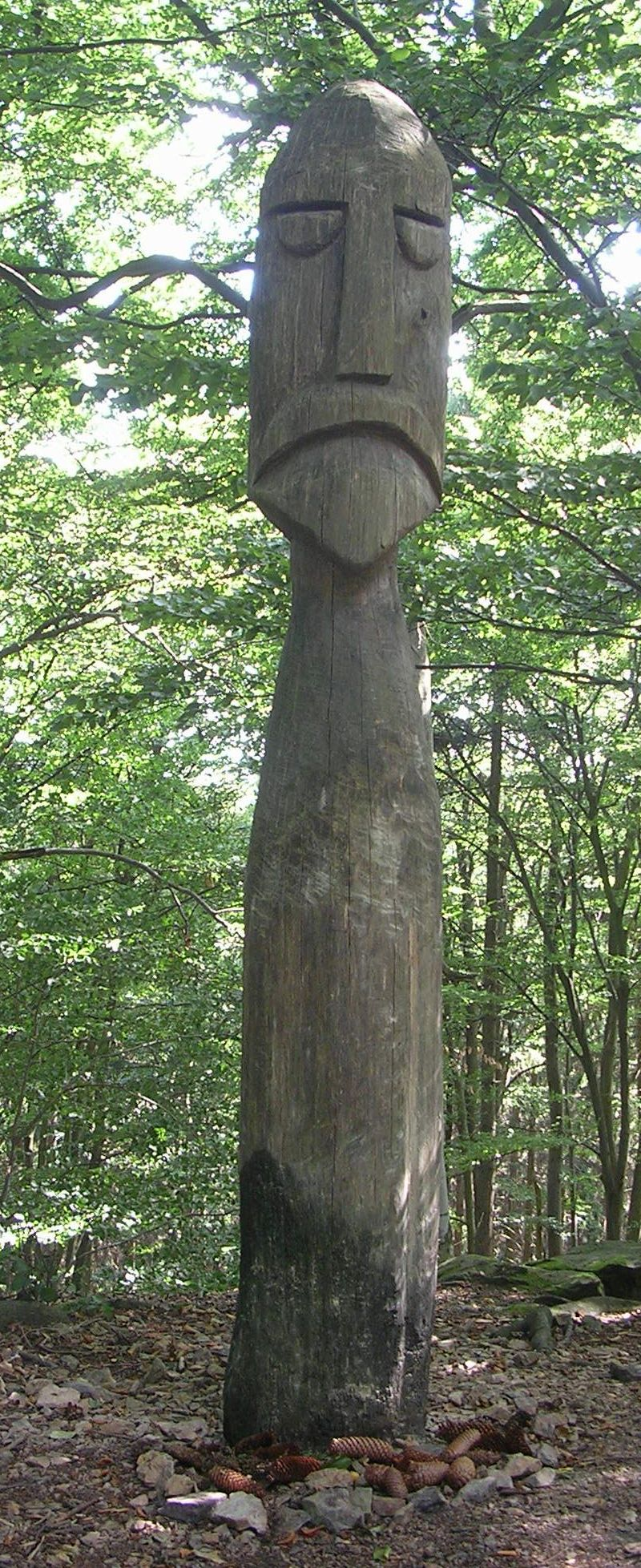
Statuie modernă a zeului Veles aflată în munții Velíz, Cehia

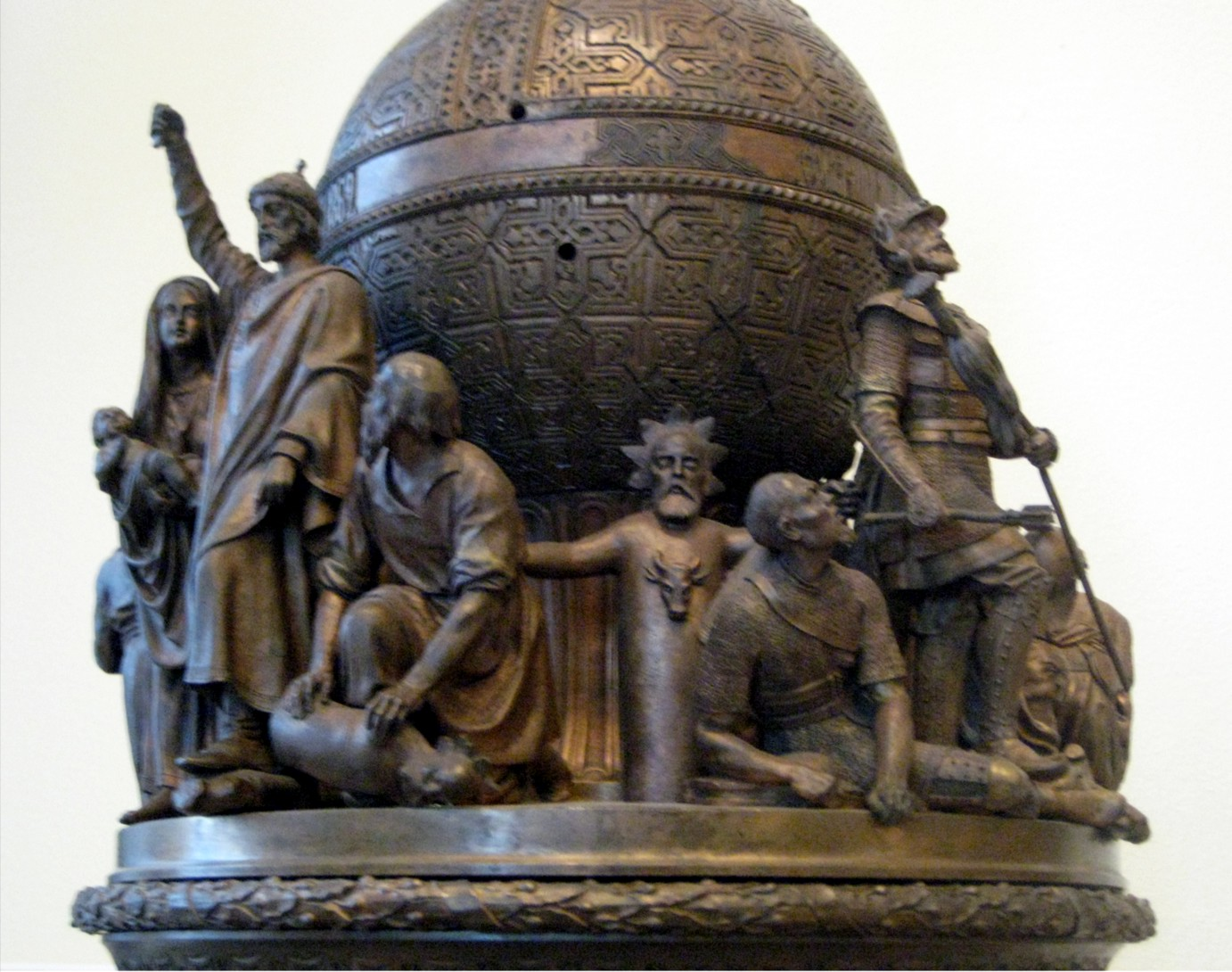
Veles reprezentat cu un cap de vacă pe piept, monumentul Mileniului din Rusia

Veles (chirilică: Велес; poloneză: Weles; cehă: Veles; slavonă veche: Велесъ) cunoscut și ca Volos (rusă: Волос) (listat ca sfânt creștin în textele rusești vechi) este  una dintre principalele zeități din mitologia slavă. Era considerată ca fiind forța supranaturală a pământului, a apei și a lumii de dincolo, asociată cu dragonii, bovinele, magia, muzicienii, sănătatea și înșelătoria. Etimologia numelui Velez nu este tocmai clară.

## Vezi și
- Veles, oraș